# 蒂魯布爾
蒂鲁布尔（[t̪ɪɾɨppuːr] ⓘ）是印度的城市，由泰米爾納德邦負責管轄，位於該國南部，距離哥印拜陀45公里，面積27.19平方公里，每年平均降雨量718毫米，2011年人口444,543。

## 外部連結
- Thangam textiles, tirupur
- Tiruppur Chamber of Commerce and Industry （页面存档备份，存于）